# Pierre-Joseph Lion
Pour les articles homonymes, voir Lion (homonymie).
Pierre-Joseph Lion (1729-1809) est un peintre liégeois du XVIIIe siècle.

## Biographie
Neuvième enfant du notaire Henri-Ghislain et d'Adalaïde Golenvaux, Pierre-Joseph Lion voyagea beaucoup et a travaillé dans plusieurs capitales européennes, notamment à Londres, Paris, Vienne et Bruxelles. Dans la capitale des Habsbourg, il fut le peintre attitré de l'impératrice Marie-Thérèse et de son fils, l'empereur Joseph II.

## Œuvres
- Portrait de Jacques Heuskin, prieur des Croisiers de Liège, pastel, 61 × 50 cm, 1756.
- Portrait de J.B. Dufresne, avant-dernier abbé de Floreffe, huile sur toile, 115,5 × 87 cm, 1777 (conservé au séminaire de Floreffe).
- Autoportrait, 1779.
- Autoportrait, pierre noire rehaussée d'aquarelle sur papier, 22 × 16,5 cm, 1796.
- Portrait du baron de Buddenhocki (?), huile sur toile, 84 × 66 cm (conservé au Musée de Groesbeeck de Croix, à Namur).
- Portrait de vieille dame, huile sur toile, 54 × 46 cm (conservé à l'hôtel de ville de Dinant).
- Portrait of Miss Lucy and Miss Frances Carpenter, 107,3 × 92 cm.

## Galerie

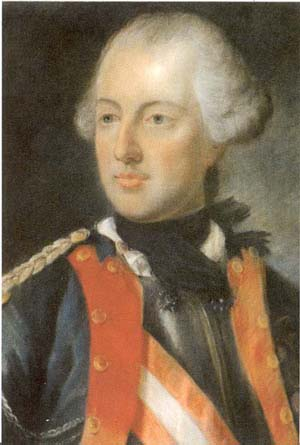
Portrait de Joseph II.
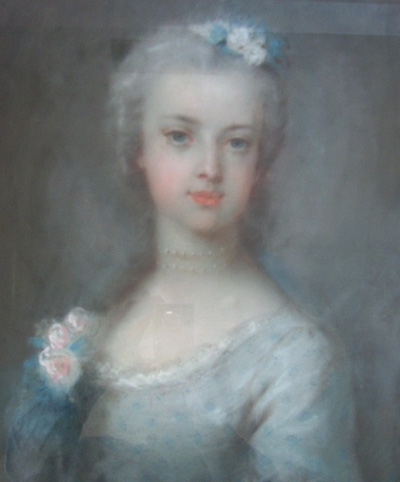
Portrait de l'archiduchesse Marie-Christine.
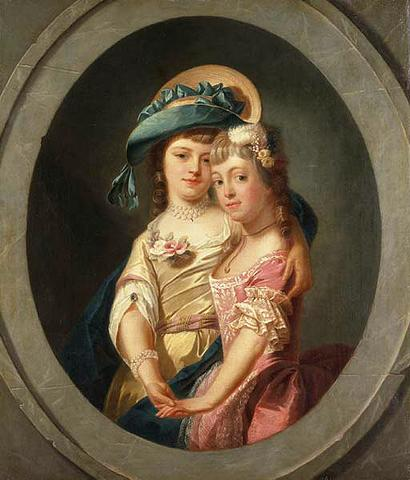
Portrait of Miss Lucy and Miss Frances Carpenter Vente Christie's de New York, 23 janvier 2004, Lot 119.